# 松村しのぶ
松村 しのぶ（まつむら しのぶ、1962年 - ）は、モデラー、海洋堂の原型師。動物や恐竜などのネイチャーフィギュアの第一人者。山口県下松市出身。
イラストレーターとして、動物図鑑などの挿絵の仕事をしていた。

## 来歴・人物
環境保護団体に所属していた時期には、イラストレーターとして動物のイラストで活躍していたが、海洋堂が恐竜のフィギュアを出していたことで、原型を持ち込み採用される。90年代には海洋生物の完成品フィギュア「AQUALAND」シリーズを中心に動物や恐竜などのレジンモデルの原型を手がけていた。海洋堂の恐竜モデルは世界的に認められ、1991年にニューヨーク自然史博物館の依頼で恐竜モデルを製作した。1999年から始まった「チョコエッグ日本の動物シリーズ」は種類の選考から造型、監修まで全て手がけ、食玩ブームを起こす。動物のフィギュアの他に特撮作品の怪獣や大魔神、エヴァンゲリオン初号機といったキャラクター物の原型も手がけるが、特に怪獣の場合は基本的に生物的にアレンジした造型である。尚、本人はフィギュアや模型業界について特に関心はなく「自然の中の物を世間に広めたいというアピール」であるとしている。
尚、造型において緻密さよりも「らしさ」を重視しているとしている（ただし、プロのイラストレーターとして、動物のイラストで活躍していた為、その知識に基づいたものでもある)。

## 作品
全て海洋堂製品の原型
- AQUALANDシリーズ
- チョコエッグ 日本の動物コレクションなど
- チョコQ
- 週刊日本の天然記念物
- ネロンガ－ソフビキット
- ファイブスター物語すえぞう コールドキャスト完成品
- エヴァンゲリオン初号機
- 特撮リボルテック バラゴン（初代）
- 特撮リボルテック ガメラ（ガメラ 大怪獣空中決戦版）
- 特撮リボルテック ギャオス（ガメラ 大怪獣空中決戦版）
- 特撮リボルテック ティラノサウルス（ロスト・ワールド/ジュラシック・パーク版）

など

## イラストレーターとしての仕事
- 西表島、浦内川の看板のイリオモテヤマネコ、カンムリワシ、セマルハコガメのイラスト－初仕事
- 「アニマル・ウォッチング―日本の野生動物」安間繁樹、晶文社 、1985年、ISBN 4794959028 -イラスト
- 「やまねこカナの冒険」安間繁樹、ポプラ社、1987年、ISBN 459102556X-表紙など挿絵

など

## 連載
- 「新・世界動物誌」－月刊ホビージャパン
- 「松村しのぶフィギュア日記」-BE-PAL

## テレビ出演
- トップランナー（2005年12月4日）
- 課外授業ようこそ先輩（2013年7月26日）
- 堂本剛のココロ見（2014年1月8日・1月13日）

## 参考資料
- 「進め海洋堂」ワールドフォトプレス、2004年、ISBN 4846524698
- 「チョコエッグ百科」小学館、2001年、ISBN 4099410226